# TVeo
Canal 4 TVeo Mendoza o actualmente TVeo es un canal de televisión argentino con su sede en la Provincia de Mendoza, propiedad de la empresa Super y transmitiendo a través de 14 localidades del país.
Su origen se remonta a octubre de 1985, con la aparición de la empresa Aconcagua Televisión, en el cual era un canal de noticias local. Luego, la empresa es absorbida por Supercanal S.A. con lo cual pasó a la frecuencia de canal 5, y se denominó Cableshow. Fue el primer canal de Mendoza en transmitir durante las 24 horas.
La programación se transmitió por la frecuencia de canal 5 hasta 1997, fecha en que dejó de transmitir. Luego, a partir del abril de 2000, retoma sus transmisiones, pero ahora ya en la frecuencia del Canal 4 y con el logo de Supercanal S.A. (sistema de cable al cual pertenece), aunque aún en 2008, se encuentra en espera de la autorización por parte del Comité Federal de Radiodifusión para poder transmitir por aire como sistema abierto y público de televisión.
Desde 2009 cambia su nombre a TVeo, además de que algunas señales de Supercanal locales también se llamen de ese modo llevando consigo el nombre de la ciudad a la que pertenecen.

## Programación
La programación del canal tiene un elevado contenido local, manteniéndose entre las 100 y 120 horas semanales de programación generada en Mendoza. El resto del contenido varía entre programas foráneos (principalmente del canal Magazine, de Buenos Aires), cine y deportes.
Anteriormente retransmitía algunos programas de Canal 7 de Mendoza, Canal 8 de San Juan y Canal 6 de San Rafael. Los programas se producen en los estudios ubicados en calle Gral. Paz 323, Mendoza. Algunos programas son producidos por productoras de TV de Mendoza, y se emiten en diferido. Tveo tiene programas en común, algunos en emisión conjunta, vía fibra óptica, con los siguientes canales:
- Canal 2 de Catamarca (TVeo Catamarca)
- Canal 2 de Córdoba (TVeo Córdoba)
- Canal 2 de Tucumán (TVeo Tucumán)
- Canal 2 de Bariloche (TVeo Bariloche)
- Canal 2 de Caucete (TVeo Caucete)
- Canal 11 de Comodoro Rivadavia (TVeo Comodoro Rivadavia)
- Canal 2 de Río Cuarto (TVeo Río Cuarto)
- Canal 2 de San Martín de Los Andes (TVeo San Martín de Los Andes)
- Canal 2 de Viedma (TVeo Viedma)
- Canal 2 de Villa Mercedes (TVeo Villa Mercedes)
- Canal 3 de La Rioja (TVeo La Rioja)
- Canal 3 de San Juan (TVeo San Juan)

Las versiones de las distintas localidades también posee contenidos propios.
Entre los principales programas que se han producido en el canal se encuentran:
- Verdad y Opinión (periodístico, hasta 2005)
- Nosotras Somos Así (magazine, hasta 2006)
- Saludablemente (magazine, aún vigente)
- Portal 4, actual "TVeo Noticias" (noticiero, aún vigente, en la dirección por Alejandro Pons)
- Un Torrente de Alegría (entretenimientos, aún vigente, desde 1994)
- Juegos en Red (entretenimientos, aún vigente, en transmisión conjunta con otros canales del interior)
- Búmerang (magazine, aún vigente, desde 1994)
- Una Pasión
- Tveo País